# Stazione di Forlì
Stazione di Forlì vasútállomás Olaszországban, Forli településen.

## Vasútvonalak
Az állomást az alábbi vasútvonalak érintik:
- Bologna–Ancona-vasútvonal

## Kapcsolódó állomások
A vasútállomáshoz az alábbi állomások vannak a legközelebb:
- Forlì old railway station
- Stazione di Villa Selva